# Clown in a Cornfield
Clown in a Cornfield ist ein US-amerikanischer Slasher-Film von Regisseur Eli Craig, der im März 2025 auf dem South by Southwest Festival seine Premiere feierte. Es handelt sich um eine Adaption des gleichnamigen Horrorromans von Adam Cesare aus dem Jahr 2020, in der Jugendliche einer Kleinstadt vom lokalen Maskottchen terrorisiert werden. Die Hauptrollen übernahm Katie Douglas, Aaron Abrams, Carson MacCormac, Kevin Durand und Will Sasso. Der Film kam am 9. Mai in die US-amerikanischen und am 29. Mai 2025 in die deutschen Kinos.

## Handlung
Nach dem Tod ihrer Mutter zieht die 17-jährige Teenagerin Quinn Maybrook von Philadelphia in die entlegene Kleinstadt Kettle Springs, Missouri, wo ihr Vater Glenn eine Anstellung als Arzt angenommen hat. Seitdem die lokale Baypen-Maissirupfabrik abgebrannt und damit die zentrale Industrie von Kettle Springs zusammengebrochen ist, herrscht großer Unmut innerhalb der Bevölkerung. Für die Tat werden Jugendliche rund um Cole Hill, den Sohn des Bürgermeisters Arthur Hill, verantwortlich gemacht, die in ihrer Freizeit gerne Horrorvideos mit dem Baypen-Maskottchen Frendo als Serienmörder drehen. Quinn freundet sich schnell mit dem charismatischen Cole an und wird so Teil seiner Clique.
Anlässliche des Gründungstags von Kettle Springs wird in der Stadt eine feierliche Parade veranstaltet. Bürgermeister Hill spricht davon, historische Traditionen zu bewahren und Kettle Springs so zu seinem alten Erfolg zurückzuführen. Die Jugendlichen sind hingegen vielmehr an der alljährlich veranstalteten Rave in einem abgelegenen Farmhaus interessiert, wo sich Quinn und Cole allmählich anzunähern scheinen. Die Feststimmung wird jedoch durch einen maskierten Serienkiller im Frendo-Kostüm gestört, der auf die Gäste losgeht. Die Jugendlichen halten dies zunächst für einen Scherz der Prankster Matt und Tucker, nicht wissend, dass diese dem maskierten Killer bereits zum Opfer gefallen sind.
Als die Jugendlichen den Ernst der Lage erkennen, erschießt der verschlossene Teenager Rust den Angreifer. Daraufhin tauchen jedoch dutzende weitere Frendos auf und fallen über die Jugendlichen her. Quinn, Cole, Rust, Janet und Ronnie flüchten ins Farmhaus, wo sich herausstellt, dass Cole und Rust eine Beziehung miteinander führen. Durch einen Tunnel flüchtet die Gruppe vor dem sicheren Tod und plant, in einem nahegelegenen Haus um Hilfe zu rufen. Auf dem Weg dorthin treffen sie auf den Dorfsheriff George Dunne, der den Ausführungen der ihm verhassten Jugendlichen nicht glaubt und stattdessen Cole verhaftet. Janet und Ronnie werden schon bald darauf von Frendos brutal abgeschlachtet, während Rust fliehen kann und Quinn von den Angreifern gefangen genommen wird.
Wie sich herausstellt handelt es sich bei den Frendos um die ältere Generation von Kettle Springs, angeführt vom Bürgermeister Arthur Hill. Diese sieht die Jugend als verdorben an und ist bereit, ihre eigenen Kinder zugunsten einer besseren Zukunft für die Kleinstadt zu opfern. Hill plant auch, seinen eigenen Sohn Cole umzubringen, doch das Vorhaben wird vom plötzlich erscheinenden Glenn Maybrook verhindert. Dieser hatte sich auf die Suche nach seiner Tochter begeben und wurde später von den Frendos dazu gezwungen, die Wunden der Verletzten zu versorgen, konnte sich aber befreien. Quinn und er bringen die verbliebenen Frendos um, darunter Sheriff Dunne, und befreien Cole gemeinsam mit dem zu Hilfe geeilten Rust. Einzig Arthur Hill, der zugegeben hat, seine eigene Maissirupfabrik abgefackelt zu haben, um die Versicherungssumme zu kassieren, kann entkommen.
Ein Jahr später kandidiert Glenn Maybrook als Bürgermeister von Kettle Springs, während seine Tochter Quinn die Kleinstadt in Richtung College verlässt.

## Produktion

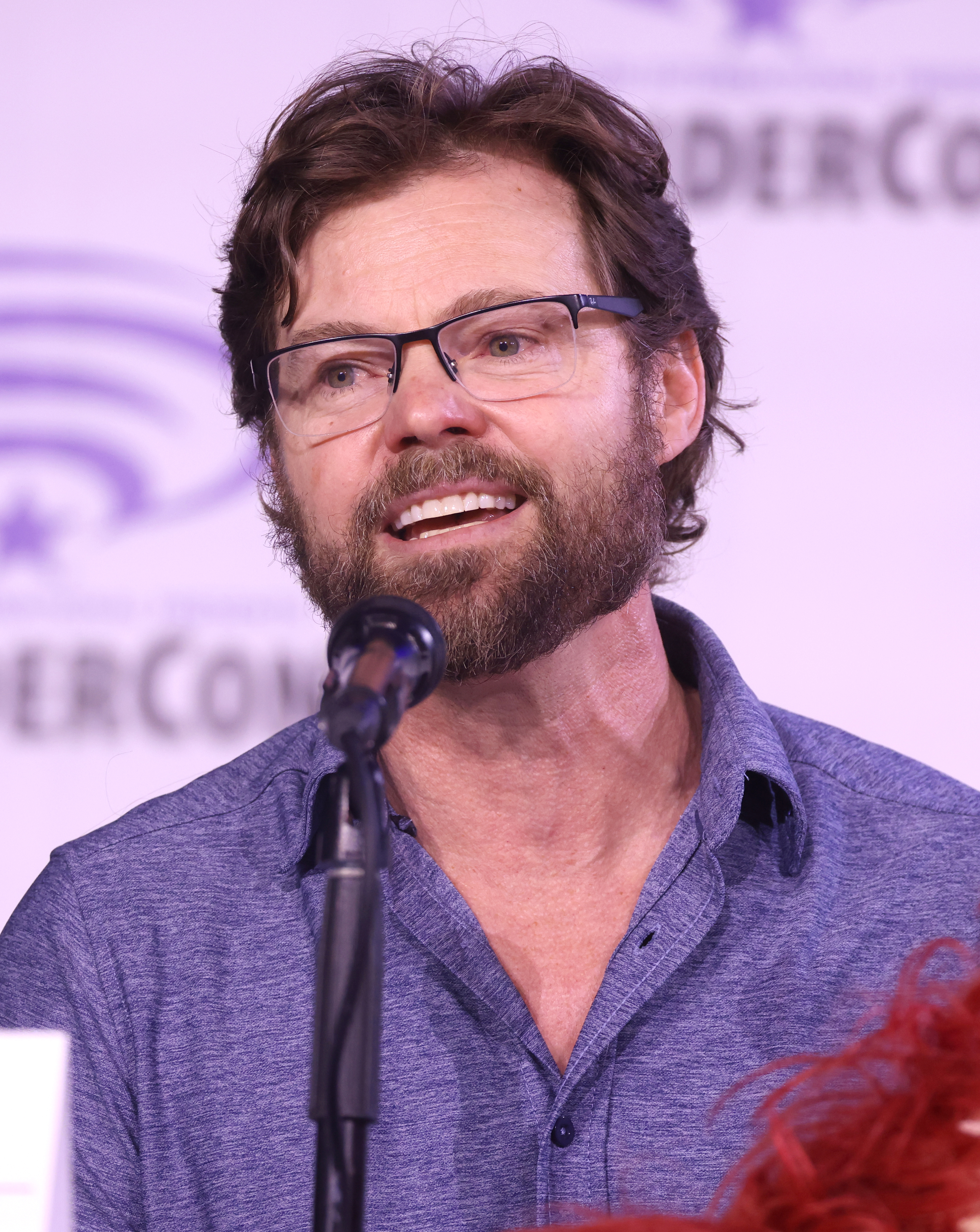
Regisseur Eli Craig (2025)

Der Slasher-Film Clown in a Cornfield basiert auf dem gleichnamigen Horrorroman des US-amerikanischen Autors Adam Cesare, der im August 2020 beim Verlag HarperCollins erschien. Das Buch wurde unter anderem mit einem Bram Stoker Award als bester Jugendroman ausgezeichnet und zog in den Folgejahren mehrere Fortsetzungen nach sich. Bereits vor der Veröffentlichung begann das für die Smile-Filme bekannte Produktionsunternehmen Temple Hill Entertainment mit den Arbeiten an einer Filmadaption. Als Regisseur wurde Eli Craig verpflichtet, der zuvor durch die Horrorkomödie Tucker and Dale vs Evil größere Bekanntheit erlangte und gemeinsam mit Carter Blanchard auch das Drehbuch schrieb.
In den Hauptrollen sind Katie Douglas als Schülerin Quinn Maybrook und Aaron Abrams als ihr Vater Glenn zu sehen, der in der Kleinstadt Kettle Springs als neuer Arzt angefangen hat. Daneben verkörpert Carson MacCormac den Clickenanführer Cole Hill, während Kevin Durand als dessen Vater Arthur und Will Sasso als Dorfsheriff George Dunne zu sehen sind. Weitere Nebenrollen übernahmen unter anderem Cassandra Potenza, Verity Marks, Dylan McEwan, Daina Leitold, Vincent Muller und Kaitlyn Bacon.
Die Dreharbeiten mit Kameramann Brian Pearson erfolgten von September bis Oktober 2023 im kanadischen Winnipeg. Das Budget von unter einer Million US-Dollar wurde dabei allein aus den internationalen Verkäufen der Vertriebsrechte realisiert. Trotzdem ging der Produktion zum Ende hin das Geld aus, weshalb an den letzten Drehtagen mitunter auf Requisiten von Schrottplätzen zurückgegriffen werden musste.
Ein Trailer zum Film wurde am 20. Februar 2025 veröffentlicht. Die Weltpremiere erfolgte am 10. März im Rahmen des South by Southwest Festivals in Austin, ehe Clown in a Cornfield im Folgemonat auch auf dem Overlook Film Festival in New Orleans vorgestellt wurde. Ab dem 2. Mai 2025 wurde der Film in US-amerikanischen Autokinos gezeigt, ehe ein regulärer Kinostart eine Woche später erfolgte. In Deutschland kam Clown in a Cornfield am 29. Mai 2025 in die Kinos.

## Synchronisation
Die deutschsprachige Synchronisation entstand nach einem Dialogbuch und unter der Dialogregie von Tanja Frank bei Mo Synchron.
| Rolle                | Darsteller              | Synchronsprecher    |
| -------------------- | ----------------------- | ------------------- |
| Quinn Maybrook       | Katie Douglas           | Maresa Sedlmeir     |
| Dr. Glenn Maybrook   | Aaron Abrams            | René Oltmanns       |
| Cole Hill            | Carson MacCormac        | Mio Lechenmayr      |
| Arthur Hill          | Kevin Durand            | Matthias Klie       |
| Sheriff George Dunne | Will Sasso              | Stefan Günther      |
| Ruston „Rust“ Vance  | Vincent Muller          | Xiduo Zhao          |
| Janet Murray         | Cassandra Potenza       | Johanna Giraud      |
| Ronnie Queen         | Verity Marks            | Leslie-Vanessa Lill |
| Matt Trent           | Alexandre Martin Deakin | Malte Wetzel        |
| Tucker Lee           | Ayo Solanke             | Maximilian Belle    |
| Mr. Vern             | Bradley Sawatzky        | Patrick Schröder    |
| Trudy                | Daina Leitold           | Angela Wiederhut    |
| Otis                 | Jean-Jacques Javier     | Gerhard Jilka       |

## Rezeption

### Altersfreigabe
In den Vereinigten Staaten erhielt Clown in a Cornfield von der MPA aufgrund von blutiger Horrorgewalt, der Sprache und des Alkoholkonsums von Jugendlichen ein R-Rating. In Deutschland vergab die FSK eine äquivalente Freigabe ab 16 Jahren. In der Begründung heißt es, der Film sei mit zahlreichen typischen Mitteln seines Genres erzählt, weise aber eine differenzierte Figurenzeichnung und untypische Charakterisierungen auf. Die drastischen und detailreichen Gewalt- und Tötungsszenen würden dabei immer wieder mit ironischen Brechungen und stilisierten Momenten kontrastiert werden. Auch die Ironie und die deutliche Fiktionalität des Geschehens sorge für ausreichend Distanzierungsmöglichkeiten.

### Kritiken
Clown in a Cornfield konnte 73 % der 149 bei Rotten Tomatoes gelisteten Kritiker überzeugen. Das zusammenfassende Fazit lautet, der Film erfinde das Maislabyrinth zwar nicht neu, doch seine cleveren Erkenntnisse, die Untergrabung von Erwartungen und ein solides Fundament würden ihm zu einem rasanten Aufstieg an die Spitze verhelfen. Bei Metacritic erhielt Clown in a Cornfield basierend auf 15 Rezensionen einen Metascore von 55 Punkten.

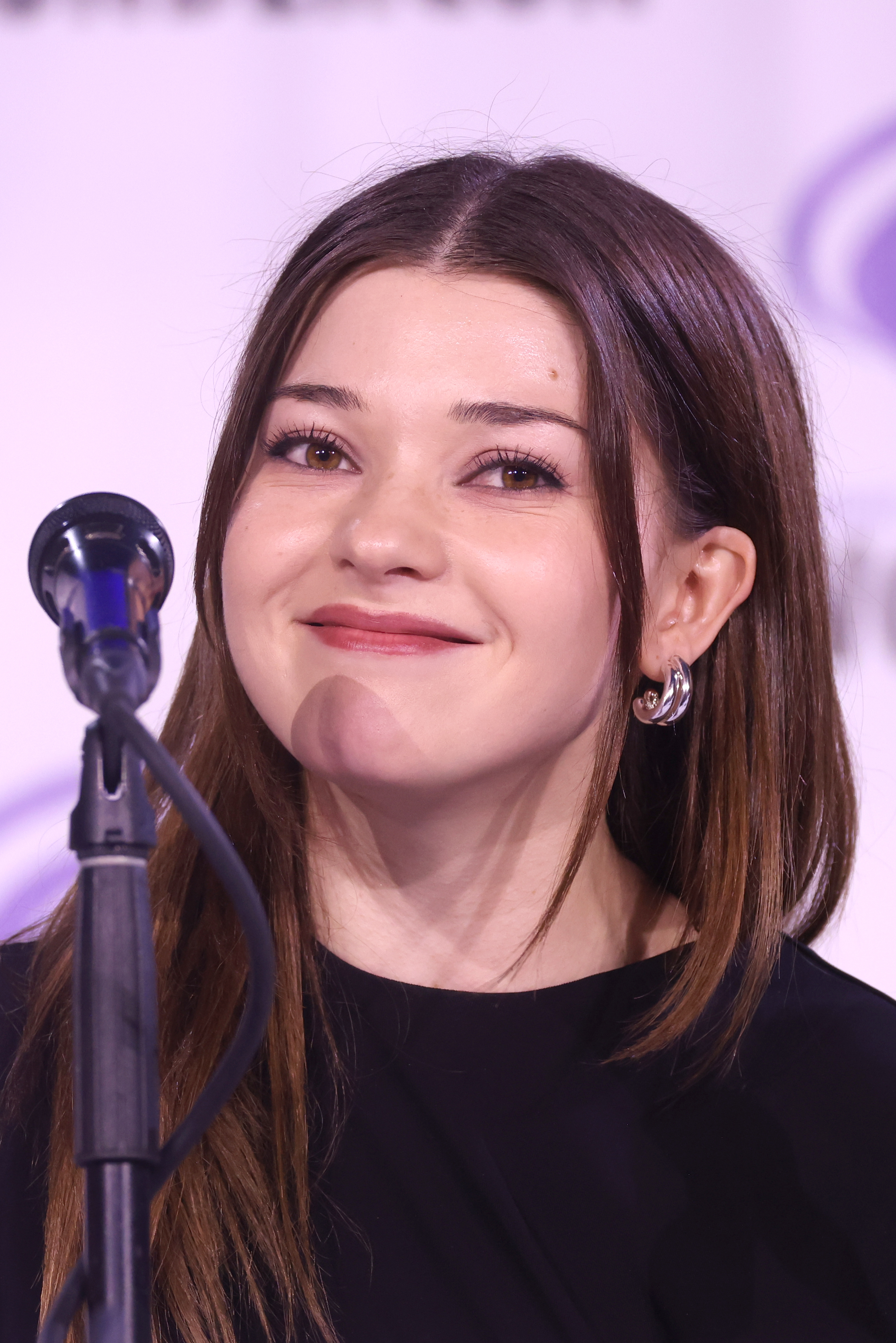
Darstellerin Katie Douglas

Als „erstaunlich ambitionierter und spaßiger Slasher“ wird Clown in a Cornfield von Janick Nolting in seiner Filmkritik für Filmstarts beschrieben. Die Romanadaption habe dabei einen hohen Unterhaltungswert und entpuppe sich als „Fun-Splatter mit ganz viel Situationskomik“, der ein bemerkenswertes Gespür für die Dynamik zwischen seinen charmanten Figuren besitze. Trotz aller Formelhaftigkeit wisse der Film auch, einen gewitzten Blick auf die eigenen Genrekonventionen zu werfen, und erschöpfe sich auf der Metaebene nicht in nur aufgesagten Anspielungen. Daneben schlage Clown in a Cornfield ebenso ungewöhnliche inhaltliche Haken und möchte durch die Thematisierung von Populismus und reaktionären gesellschaftlichen Umtrieben auch politisch verstanden werden. Die sonst buchgetreue Umsetzung werde dabei allerdings leider um einige Spitzen und Seitenhiebe gegen die MAGA-Bewegung erleichtert, wodurch Hintergründe der Mordserie und der politische Kontext etwas oberflächig bleiben würden und der Film insgesamt so nicht das volle Potenzial ausschöpfe, das in dem Stoff lauere.
Auch Glenn Garner kommt in seiner Filmkritik für Deadline zu dem Schluss, dass Clown in a Cornfield viel mehr zu bieten habe, als der unkreative Titel vermuten lasse. Mit seinem dunklen Humor und blutigen Kills sei der Film eine im positiven Sinne absurde Interpretation des Slasher-Genres, deren Vorhersehbarkeit die Botschaft nicht weniger zeitlos und zufriedenstellend mache. Mick LaSalla vom San Francisco Chronicle führt diesbezüglich aus, dass Clown in a Cornfield auch als Komödie funktioniere, ganz ohne jemals lächerlich zu werden. Regisseur Eli Craig beweise dabei eine beeindruckende Kontrolle über den Ton der selbstbewussten Parodie. Auch die vergleichsweise normale Darstellung der Teenager sei eine willkommene Abwechslung zu anderen Genrevertretern; Hauptdarstellerin Katie Douglas trage den Film mit ihrer Gelassenheit und sei allein ein Grund, sich für das Werk zu begeistern.
Kritischer zeigt sich hingegen Erik Piepenburg von der New York Times, der Clown in a Cornfield als unausgegorenen, albernen Film bezeichnet, der eine intelligente Satire wie in Craigs Werk Tucker and Dale vs Evil gebrauchen könnte. Das Drehbuch konzentriere sich stattdessen auf das blutige Gemetzel, ohne jedoch auf Antworten oder Beweggründe der Taten einzugehen, und auch der Horrorclown Frendo sehe im Vergleich zu Pennywise oder Art wie eine billige Kopie aus. Ähnlich enttäuscht steht Owen Gleiberman von Variety dem Film gegenüber, der insbesondere die fehlende Originalität, die als meta verkauft werde, bemängelt. Clown in a Cornfield sei dumm, lahm und schwerfällig, die Figuren austauschbar und die Regie von Eli Craig einfallslos. Das Endergebnis sei so eine „postmoderne Indie-Grindhouse-Echokammer“, die weder lustig noch gruselig wäre.

### Einspielergebnis
Am Startwochenende belegte Clown in a Cornfield in den Vereinigten Staaten mit Einnahmen in Höhe von rund 3,6 Millionen US-Dollar den fünften Platz der US-amerikanischen Kino-Charts. In Deutschland verzeichnete der Film im gleichen Zeitraum rund 40.000 Kinobesucher. Die weltweiten Einnahmen aus Kinovorführungen belaufen sich auf 10,7 Millionen US-Dollar.